# Spilla

una spilla del XIX secolo.

Una spilla è un oggetto di gioielleria o bigiotteria decorativo disegnato per essere agganciato su un capo dell'abbigliamento come giacche, bluse, camicie o vestiti.
Le spille sono generalmente realizzate in metallo prezioso come argento o oro, ma a volte anche bronzo o altri materiali meno pregiati. Spesso le spille sono decorate con smalto o pietre preziose. Il loro utilizzo può essere meramente ornamentale, ma possono anche servire a tenere uniti insieme due capi.
L'uso delle spille era di moda già fra gli antichi romani e fra i greci, oltre che fra i celti, tuttavia le spille più antiche rinvenute in Europa risalgono all'età del bronzo.